# Sielsowiet durowski (obwód kurski)
Sielsowiet durowski (ros. Дуровский сельсовет) – jednostka administracyjna wchodząca w skład rejonu rylskiego w оbwodzie kurskim w Rosji.
Centrum administracyjnym sielsowietu jest sieło Durowo.

## Geografia
Powierzchnia sielsowietu wynosi 37,34 km².

## Historia
Status i granice sielsowietu zostały określone ustawami z 2004 i z 2010 roku.

## Demografia
W 2017 roku sielsowiet zamieszkiwało 159 mieszkańców.

## Miejscowości
W skład sielsowietu wchodzą miejscowości: Durowo, Kazaczja Kamienka, Pawłowka.